# خدیجه کشاورز
خدیجه کشاورز (زاده ۱۲۸۳ - درگذشته ؟) وکیل ایرانی بود. وی اولین زن ایرانی بود که توانسته‌بود پروانه وکالت خود را دریافت کند. او فعالیت‌های سیاسی نیز می‌کرد و عضو کمیته مرکزی حزب توده ایران بود.

## تحصیلات
خدیجه کشاورز، دکترای حقوق خود را از دانشکده تولوز دریافت کرده‌بود؛ همچنین پایان‌نامه وی «کار زنان و کودکان در امور کارگری در ایران» نام داشته‌است.

## حرفه و وکالت
وی پروانه وکالت خود را در تاریخ ۲۱ فروردین ۱۳۱۶ دریافت کرد.
خدیجه کشاورز همچنین به‌کار روزنامه‌نگاری می‌پرداخته و عضو کمیت مرکزی حزب توده ایران بوده‌است.